# Edward Everett
Edward Everett (Boston, 11 aprile 1794 – Boston, 15 gennaio 1865) è stato un politico statunitense.

## Biografia
Fu il ventesimo segretario di Stato degli Stati Uniti durante la presidenza di Millard Fillmore (13º presidente), inoltre è stato governatore del Massachusetts. Figlio di Oliver Everett e Lucy (Hill) Everett, dopo aver studiato alla Boston Latin School all'età di 13 anni venne ammesso all'università Harvard dove si laureò a 17 anni.
Studio teologia sotto la guida di Joseph Stevens Buckminster, viaggiò in Europa dove ebbe il Doctor of Philosophy (fu il primo americano a riceverla). Imparò il francese, tedesco e l'italiano. L'8 maggio 1822 sposò Charlotte Gray Brooks, figlia di Peter Chardon Brooks e Ann Gorham.
La coppia ebbe sei figli:
- Anne Gorham Everett (3 marzo 1823 – 18 ottobre 1854)
- Charlotte Brooks Everett (13 agosto 1825 – 15 dicembre 1879)
- Grace Webster Everett (24 dicembre 1827 – 1836)
- Edward Brooks Everett (6 maggio 1830 – 5 novembre 1861)
- Henry Sidney Everett (31 dicembre 1834 – 4 ottobre 1898)
- William Everett (10 ottobre 1839 – 16 febbraio 1910);